# God Save the South

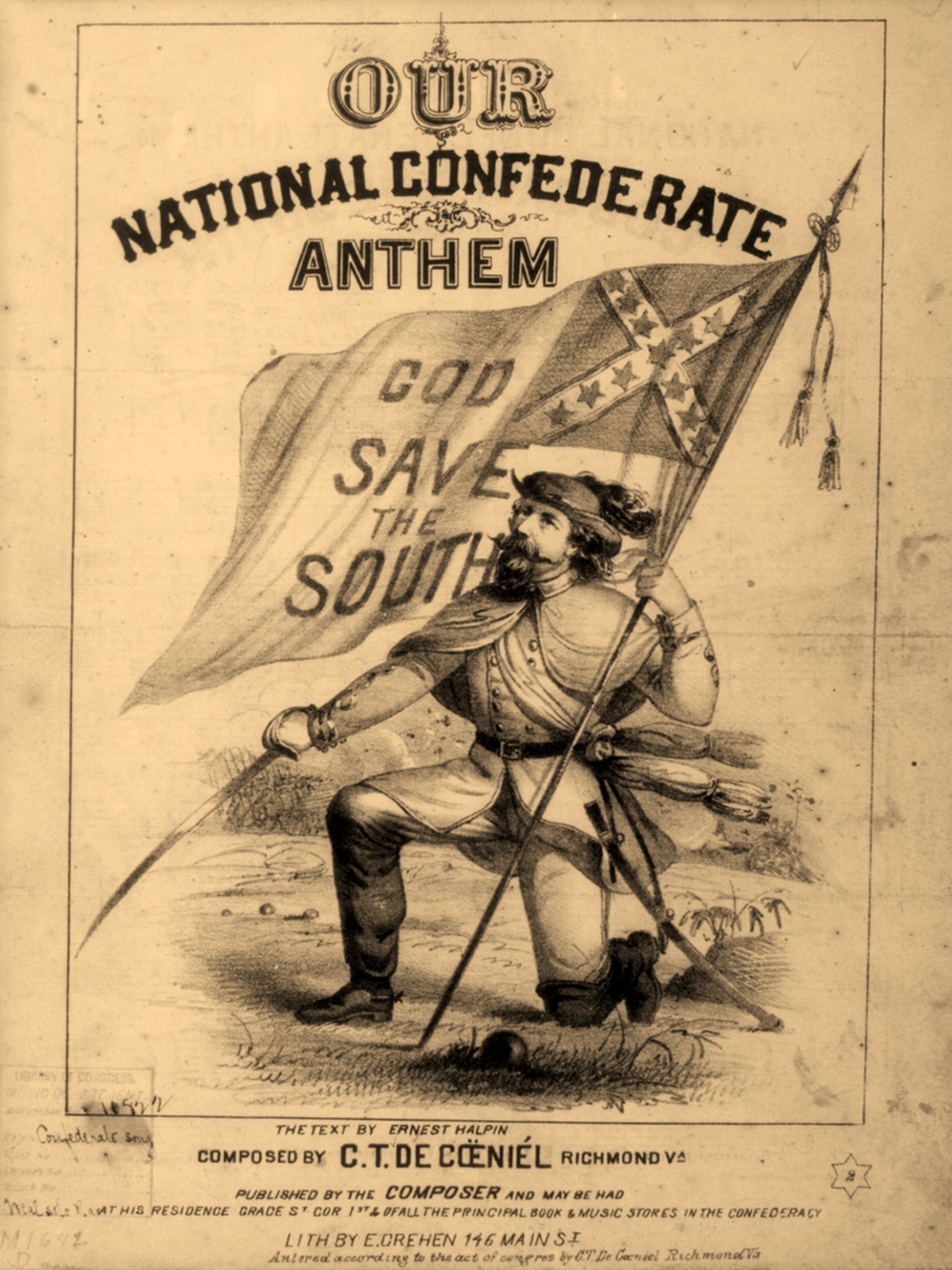
Une rare illustration de couverture musicale, publiée par le composeur, C. T. De Cœniél, à Richmond (Virginie).

God Save the South (Que Dieu protège le Sud) est considéré comme étant l'hymne national des États confédérés d'Amérique. Il a été écrit par George Henry Miles (sous le nom de Ernest Halphin) en 1861. La version la plus connue a été composée par Charles W. A. Ellerbrock. C. T. De Cœniél a également composé un air différent pour cet hymne. 

## Sources
- (en) The Civil War Music